# Вилиброрд
Свети Вилиброрд (Willibrord) е нортумбрийски мисионер и епископ на Утрехт, известен като „апостолът на фризите“. Той играе важна роля в християнизацията на Нидерландия.
Вилиброрд е англосаксонски благородник, роден около 658 в Нортумбрия. Той е син на Свети Уилгилс (или Хилгис), който основава манастира Свети Андрей, управляван по-късно от техния родственик Алкуин. Вилиброрд учи при Свети Уилфрид, след което е изпратен в манастира в Рипън. По-късно става бенедиктинец и прекарва 12 години в манастира Ратмелсиги в Ирландия, важен книжовен център през този период. Там той учи при Свети Егберт, който, по искане на франкския майордом Пепин Херсталски, го изпраща, заедно с още 12 монаси, да проповядва сред фризите.
По искане на Пепин, който иска да засили влиянието си във Фризия, Вилиброрд пътува два пъти до Рим. На 21 ноември 695 той е ръкоположен от папа Сергий I (687-701) за епископ на фризите (in gentem Frisonem). След завръщането си във Фризия той строи множество църкви, сред които и своята катедрална църква в Утрехт. През 698 получава от Ирмина, дъщеря на франкския крал Дагоберт II, една вила в Ехтернах, близо до град Трир, която преобразува в голям манастир.
Въпреки усилията си, Вилиброрд не успява да покръсти фризийския крал Радбод, съпротивляващ се срещу засилващото се влияние на франките. През 716 Радбод си връща контрола над цялата страна, изгаряйки църкви и избивайки много мисионери. След неговата смърт през 719 Вилиброрд се връща във Фризия, заедно със Свети Бонифаций, и с подкрепата на новия майордом Карл Мартел.
Вилиброрд често посещава манастира в Ехтернах, където умира и е погребан. Не след дълго е обявен за светец, като празникът му е на 7 ноември (в Англия – на 29 ноември).